# تو راک (کالیفرنیا)
تو راک (به انگلیسی: Two Rock) یک منطقهٔ مسکونی در ایالات متحده آمریکا است که در شهرستان سونوما، کالیفرنیا واقع شده‌است. تو راک ۲۴٫۹۹ متر بالاتر از سطح دریا واقع شده‌است.